# Four Seasons of Love
Four Seasons of Love (español: Cuatro estaciones del amor) es el cuarto álbum de la cantante Donna Summer, y el tercero en ser certificado oro por la RIAA.
Este fue el tercer álbum conceptual de Summer, aunque a diferencia de los dos anteriores, que tenían una canción larga en la primera parte y canciones más cortas en la segunda, Four Seasons of Love era más equilibrado. El álbum cuenta la historia de un romance relacionándolo con las cuatro estaciones. El lado uno contiene las canciones "Spring Affair" y "Summer Fever", ambas de estilo disco, mientras que en lado dos se encuentra "Autumn Changes" (de estilo disco pero más lento), "Winter Melody" (de estilo soul) y "Spring Reprise", una versión editada de "Spring Affair". Este concepto se reflejó en las cuatro fotos de Summer, una para cada estación del año, en un calendario de 1977 incluido en el LP original. La carátula del álbum corresponde al verano, la cual muestra a Donna acostada en la luna. La imagen de "la primera dama del amor" de Summer se volvió más fuerte con este álbum, aunque sus característicos quejidos y gemidos eran ligeramente menos evidentes que en sus trabajos anteriores. La foto del "invierno" muestra a Summer con un abrigo y una lágrima en la mejilla, en la "primavera" con una falda estilo Scarlet O'Hara en un columpio, en el "otoño" recrea la famosa escena de Marilyn Monroe en la película La comezón del séptimo año, con el ondulante vestido blanco sobre la rejilla del metro (esto es una alusión a su canción "Love to Love You Baby", ya que Summer se inspiró en ella para su grabación).
Al igual que sus álbumes anteriores, Four Seasons of Love fue distribuido por diferentes sellos discográficos en diferentes países, incluyendo Casablanca Records en los Estados Unidos. Versiones editadas de "Spring Affair" y "Winter Melody" también fueron lanzadas en varios lugares, además de "Summer Fever" en Italia y "Spring Reprise" en España. En Alemania Occidental fue lanzado como una edición especial por la Atlantic Records.

## Lista de canciones
- Todas las canciones escritas por Donna Summer, Giorgio Moroder y Pete Bellotte.

### Lado A
| N.º | Título          | Duración |  |
| 1.  | «Spring Affair» | 8:30     |  |
| 2.  | «Summer Fever»  | 8:04     |  |

### Lado B
| N.º | Título           | Duración |  |
| 3.  | «Autumn Changes» | 5:29     |  |
| 4.  | «Winter Melody»  | 6:28     |  |
| 5.  | «Spring Reprise» | 3:50     |  |

## Personal
- Donna Summer: voz principal
- Madeline Bell, Sunny Leslie, Sue Glover: coros

## Producción
- Producido por Giorgio Moroder y Pete Bellotte
- Ingeniero: Jürgen Koppers

## Posicionamiento

### Álbum
| Lista/País (1976)    | Posición más alta |
| -------------------- | ----------------- |
| Alemania             | 31                |
| Italia               | 1                 |
| Suecia               | 18                |
| UK Albums Chart      | 40                |
| Billboard R&B Albums | 13                |
| Billboard 200        | 21                |

### Sencillos
| Sencillo        | Bandera de Canadá | Bandera de Irlanda | Bandera del Reino Unido | 1  | 2 | 3  |
| --------------- | ----------------- | ------------------ | ----------------------- | -- | - | -- |
| "Spring Affair" | 38                | -                  | -                       | 58 | 1 | 24 |
| "Winter Melody" | 41                | 20                 | 27                      | 43 | 1 | 21 |

Notas:
- 1 Billboard Hot 100
- 2 Billboard Hot Dance Club Play
- 3 Billboard Hot Soul Singles

### Certificaciones
| País           | Asociación | Certificación |
| -------------- | ---------- | ------------- |
| Estados Unidos | RIAA       | Oro           |
| Reino Unido    | BPI        | Plata         |